# Bartgeier
Der Bartgeier (Gypaetus barbatus), veraltet auch Lämmergeier genannt, ist ein Greifvogel aus der Familie der Habichtartigen (Accipitridae). Er bildet die einzige Art der gleichnamigen Gattung (Gypaetus). Traditionell zählte er zur Unterfamilie der Altweltgeier (Aegypiinae), ehe er aufgrund molekulargenetischer Untersuchungen mit dem Schmutzgeier und dem Palmgeier in eine eigene Unterfamilie (Gypaetinae) gestellt wurde.
Mit einer Flügelspannweite von bis zu 2,9 Metern zählt der Bartgeier zu den größten flugfähigen Vögeln der Welt. Er ist neben dem etwa gleich großen Mönchsgeier der größte Greifvogel Europas, und mit 230 bis 250 Brutpaaren in den Alpen einer der seltensten.

## Name
Der Bartgeier wurde aufgrund des Irrglaubens, er würde Lämmer erlegen, Lämmergeier genannt – eine Bezeichnung, die sich als Lammergeier auch im englischsprachigen Raum eingebürgert hat. Auf seine äußerliche Ähnlichkeit zu einem Adler weisen auch Namen wie Bartadler oder Greifadler hin. Goldgeier, Bartfalk, Berggeier, sowie aufgrund seiner Fähigkeit, Knochen zu brechen, Beinbrecher oder Knochenbrecher sind weitere Bezeichnungen, die der Volksmund dieser Geierart gegeben hat. Der spanische Name des Bartgeiers Quebrantahuesos („Der die Knochen bricht“) nimmt dieses Verhalten ebenfalls auf.

## Erscheinungsbild

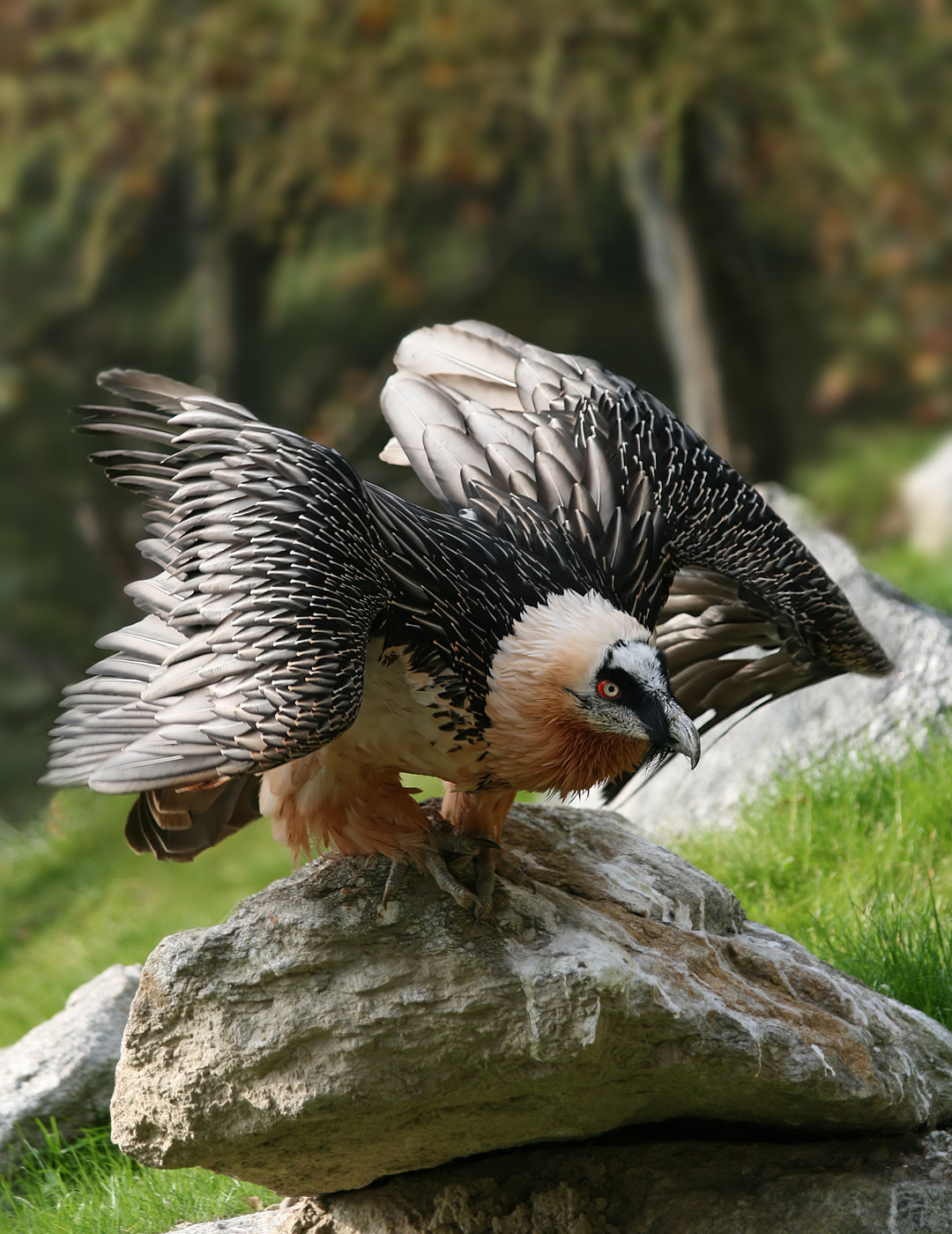
Bartgeier im Alpenzoo Innsbruck

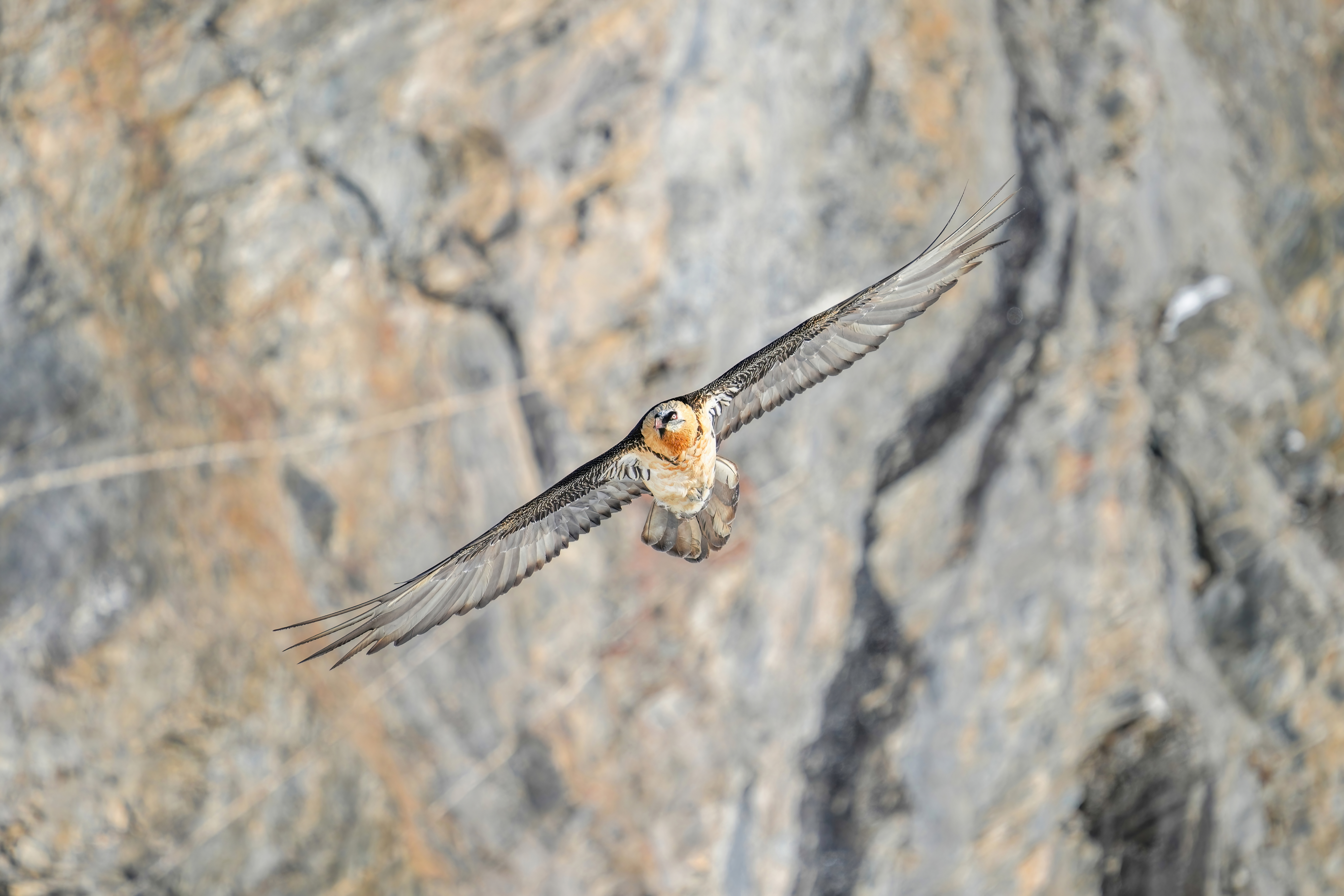
Bartgeier im Flug in Pfyn-Finges

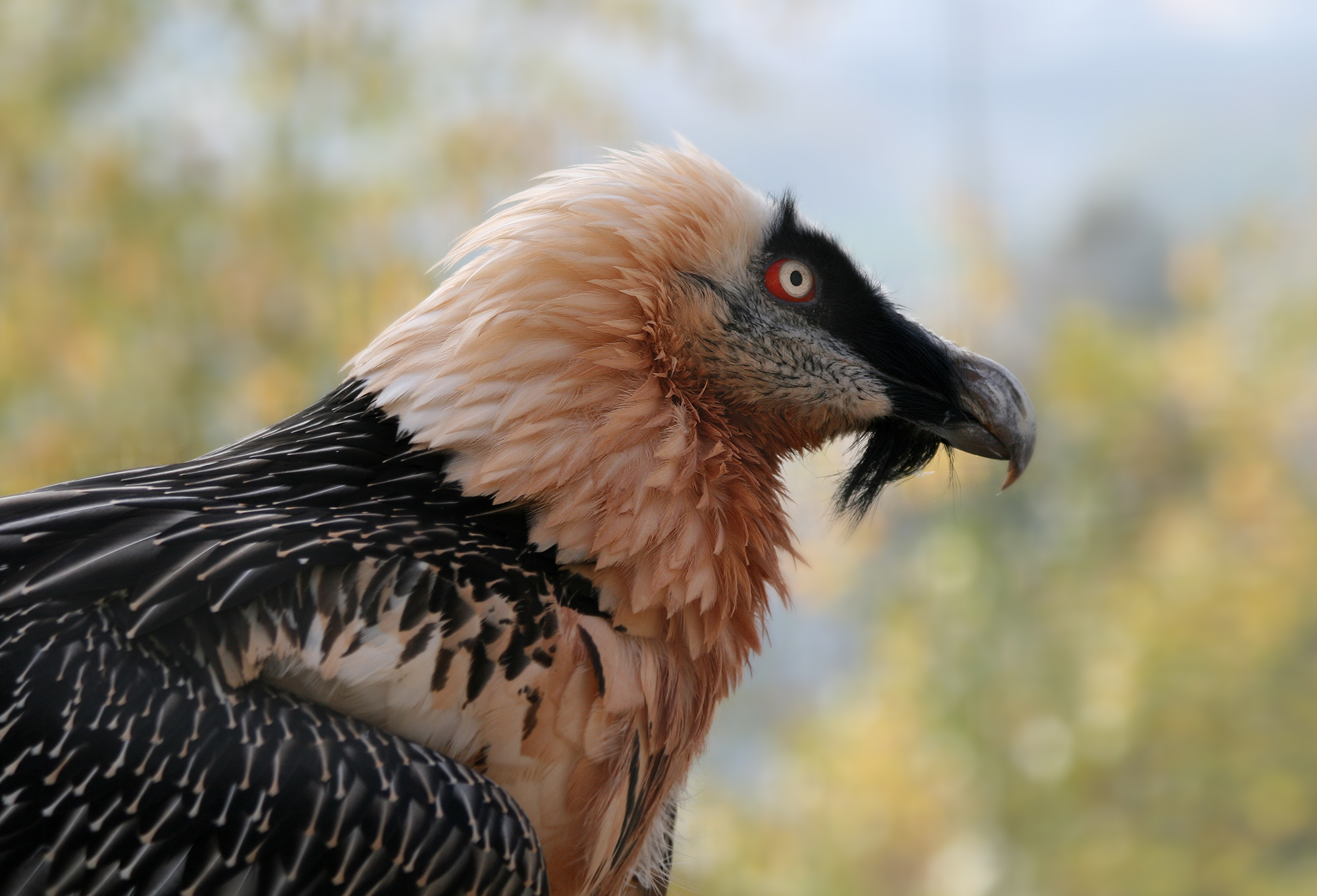
Profilansicht

Ausgewachsene Bartgeier haben ein kontrastreiches Körpergefieder. Die Oberseite ist grauschwarz. Kopf, Hals und die Körperunterseite sind weiß bis rostrot. Ihre Flügelspannweite beträgt 2,30–2,83 m, ihre Körperlänge 94–125 cm, ihr Gewicht 4,5–7 kg. Junge Bartgeier sind überwiegend grauschwarz, nach fünf bis sieben Jahren ist die Art ausgefärbt. Bartgeier weisen einen nur sehr geringen Geschlechtsdimorphismus auf.
Auffällige borstenartige schwarze Federn hängen dem Bartgeier über den Schnabel. Sie sind für diese Art namensgebend gewesen. Die Augen sind von einem roten Skleralring umgeben; die Intensität des Rots spiegelt die Stimmung des Vogels wider. Je erregter er ist, desto leuchtender ist dieser Skleralring. Die Iris der Augen ist gelb.
Der Bartgeier hat lange, relativ schmale und zum Ende hin deutlich zugespitzte Flügel, die beim Gleiten leicht nach unten hängend gehalten werden. Der Schwanz ist lang und keilförmig. Er ist insgesamt deutlich schmalerflügelig und längerschwänzig als alle anderen Geier und ähnelt in seinem Flugbild eher einem riesigen Falken. Als ausgezeichneter Segler kann er schon geringste Aufwinde nutzen, um im Gleitflug an Felswänden oder über einem Berggipfel zu patrouillieren.

## Verbreitungsgebiet und Lebensraum

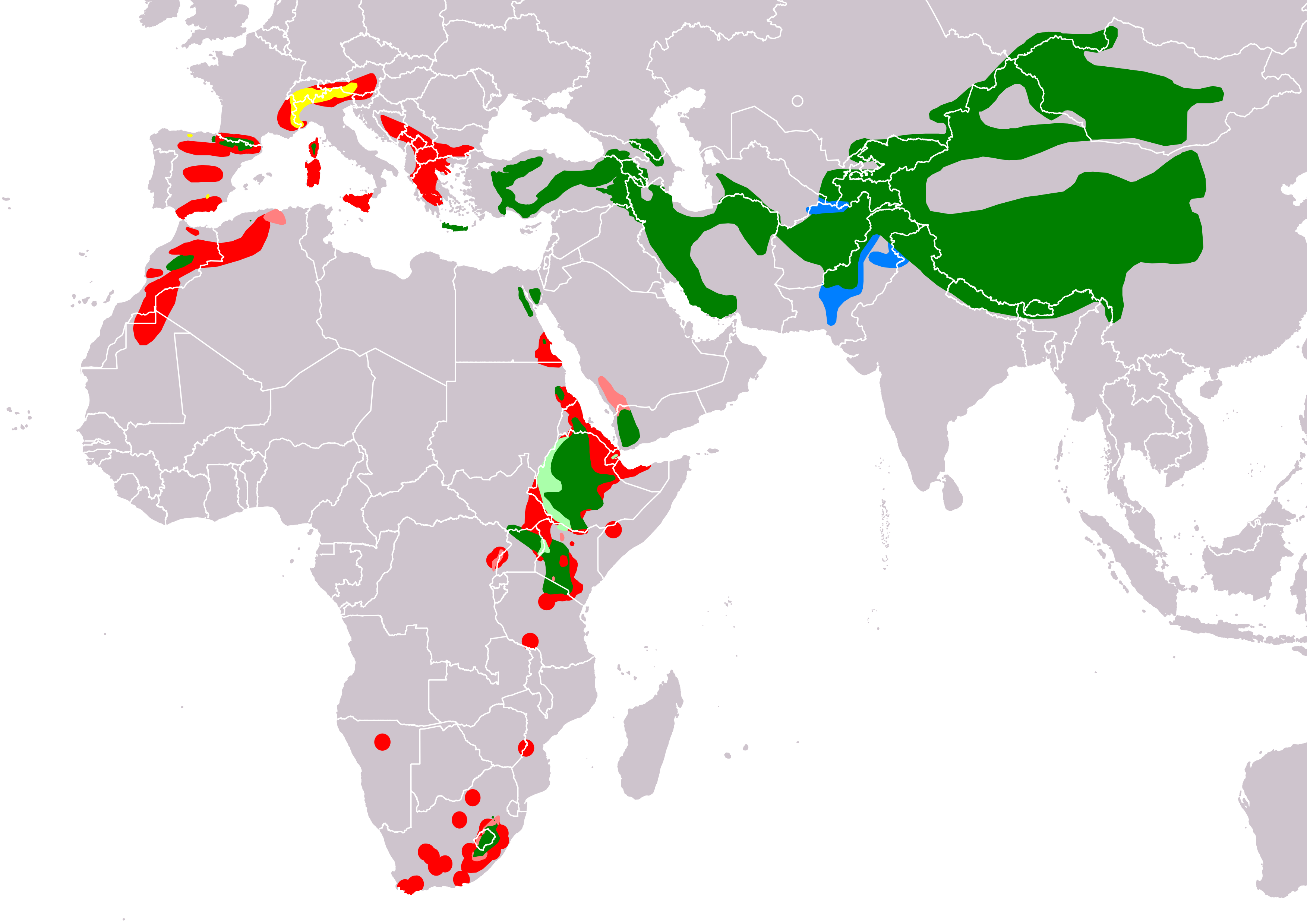
Verbreitung des Bartgeiers:
Ganzjähriges Vorkommen
Überwinterungsgebiete
Population wahrscheinlich erloschen
Population erloschen
Wahrscheinlich ganzjähriges Vorkommen
Wiederansiedlungsgebiete

Der Bartgeier hat heute ein disjunktes Verbreitungsgebiet. Er ist in Afrika ebenso zu finden wie in den Pyrenäen, einigen Bergregionen Südeuropas, auch in den österreichischen Tauern, in Gebirgen des südwestlichen und zentralen Asien, der Mongolei und Zentralchinas. Innerhalb dieses großen Verbreitungsgebietes werden zwei Unterarten beschrieben:
- Gypaetus barbatus barbatus ist die Nominatform. Sie ist im Atlasgebirge in Marokko, Algerien und Tunesien ebenso beheimatet wie in den Pyrenäen, auf Korsika sowie im Kaukasus-Gebirge. Sie ist außerdem auch die in Asien vorkommende Unterart.
- G. b. meridionalis ist die afrikanische Unterart des Bartgeiers. Sie ist etwas kleiner als die Nominatform und hat kurze Federhosen sowie einfarbig helle Wangen. Diese Unterart ist in Afrika mit etwa 15.000 Individuen im Norden Tansanias, in Kenia, Uganda, Äthiopien, dem Sudan, Lesotho, Südafrika (Drakensberge) und im Südwesten Arabiens zu finden.

Typische Lebensräume des Bartgeiers sind alpine und montane Bergregionen oberhalb der Baumgrenze. Diese Gebiete sind durch große Höhenunterschiede, steile Felswände, gute Thermik und Aufwinde gekennzeichnet. Sie müssen außerdem Frischwasser und sogenannte Rotbadestellen aufweisen. Unzugängliche Felsnischen sind notwendig, damit die Bartgeier zur Brut kommen. Wichtig ist für den Bartgeier gleichfalls, dass es einen Bestand von Beutegreifern wie Wolf und Luchs sowie großen Greifvögeln wie Steinadler in seinem Lebensraum gibt. Er benötigt sie, da er von ihnen einen Teil der Beute übernimmt.
Die Höhenregionen, in denen sich Bartgeier aufhalten, entsprechen in Europa Höhen zwischen 1500 und 3000 Metern. Im Himalaya kommen sie bis zu 7800 Metern vor. In Äthiopien dagegen kann man den Bartgeier bereits in einer Höhe ab 300 Metern über dem Meeresspiegel beobachten.
Das von Familiengruppen oder Paaren beanspruchte Revier hat eine Größe zwischen 100 und 400 Quadratkilometern. Während des Winterhalbjahrs wird das Gebiet, das Bartgeier während ihrer Nahrungssuche überfliegen, noch größer. Allerdings verhalten sich Bartgeier nur in unmittelbarer Nähe ihres Nestes aggressiv gegenüber Artgenossen und anderen Greifvögeln. Bartgeier sind Standvögel, die das ganze Jahr über in ihrem Brutrevier verbleiben.

## Nahrung und Nahrungserwerb

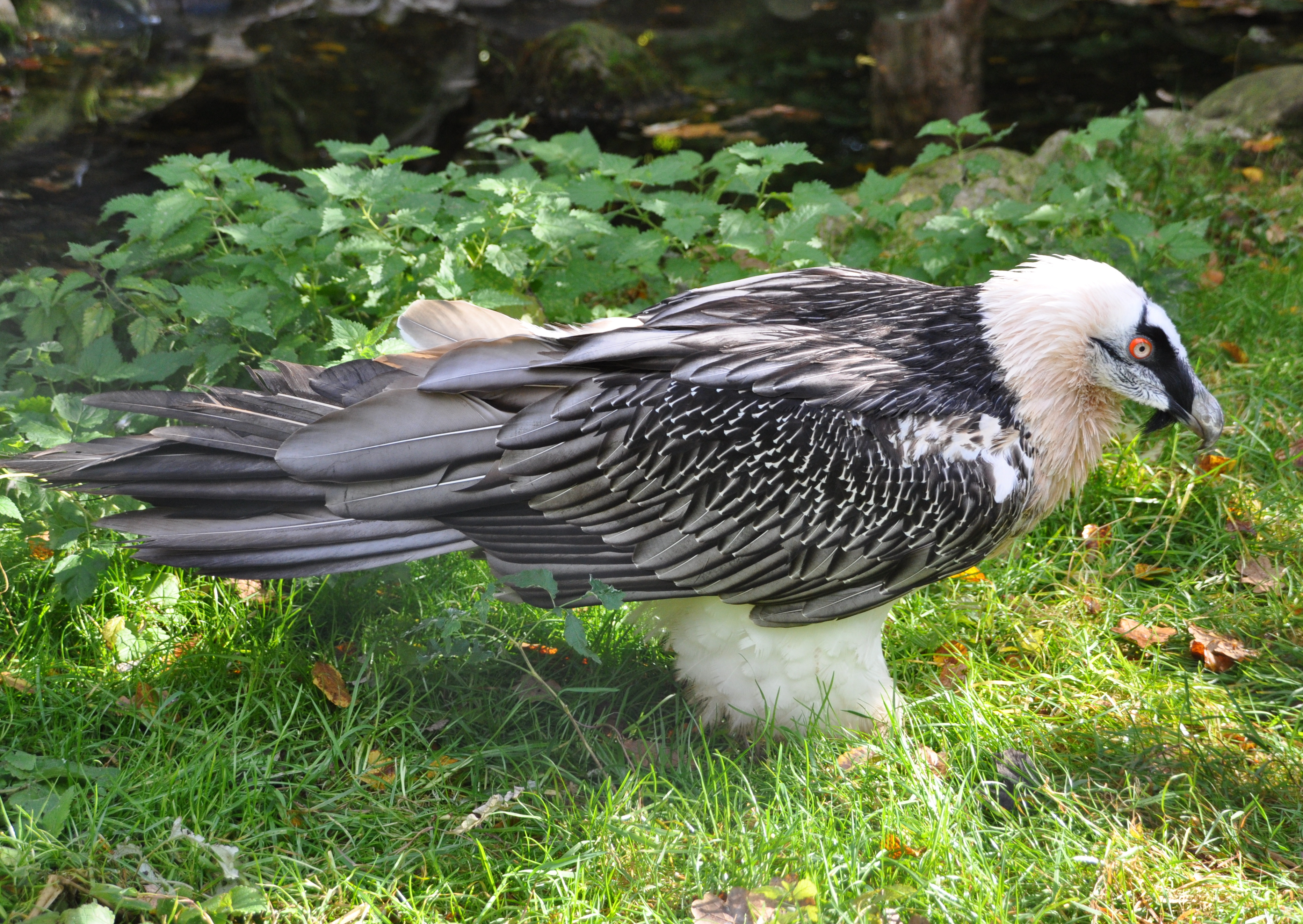
Seitenansicht

Bartgeier leben nahezu ausschließlich von Aas – die einzige Ausnahme im Mittelmeerraum sind Landschildkröten. Die trägt der Bartgeier in die Luft und lässt sie aus großer Höhe fallen, ebenso wie Knochen. In Afrika ist außerdem beobachtet worden, dass er die Plazenta von Wild- und Nutztieren frisst. Hierfür landet der Bartgeier mitten in der Herde und nähert sich dann zu Fuß den Geburtsüberresten.

### Knochen als Nahrungsnische

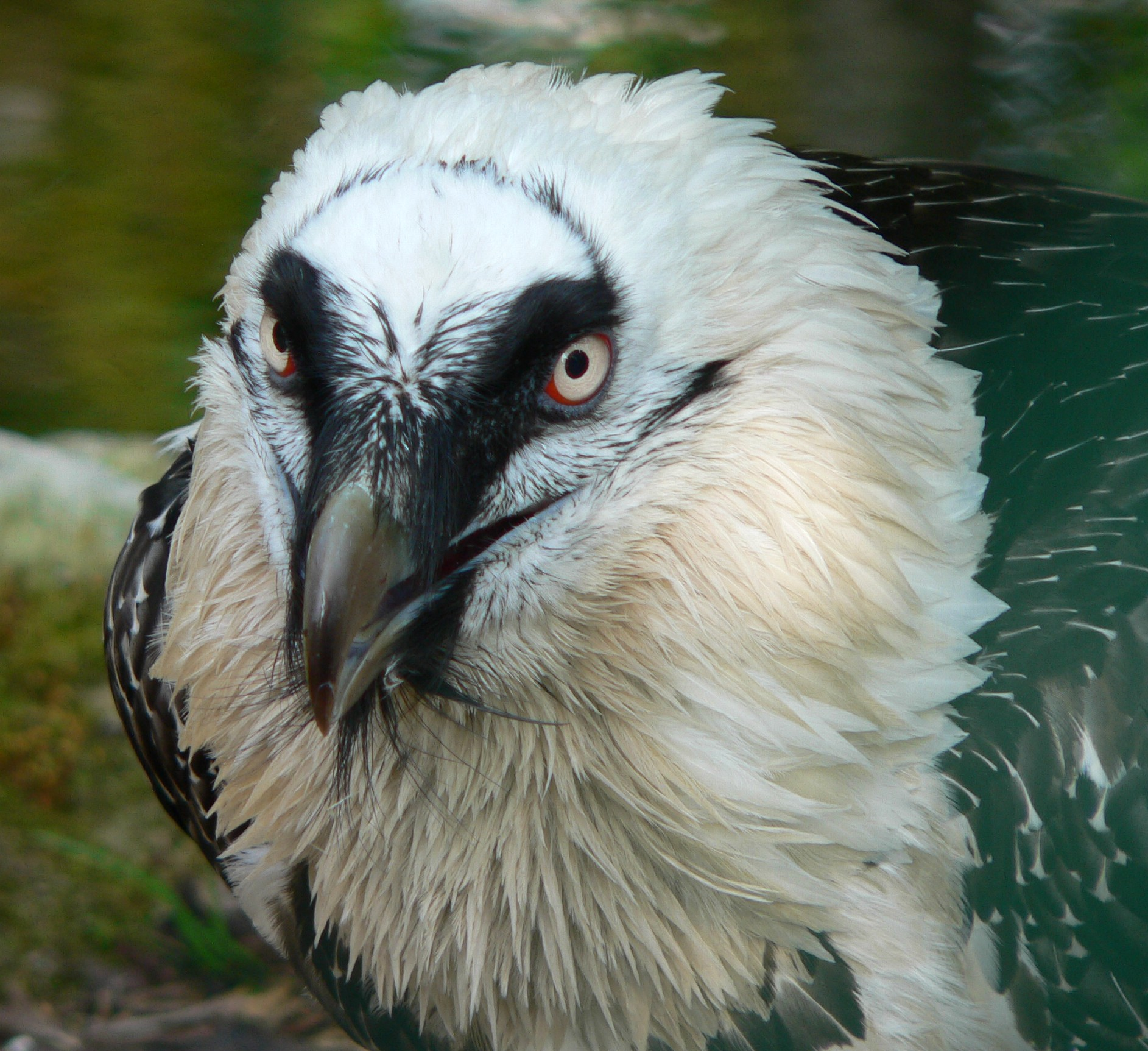
Kopf eines Bartgeiers, Frontalsicht

Seine Nahrung besteht zu etwa 80 % aus Knochen von gefallenen Tieren und Aas. Jungtiere sind noch auf Muskelfleisch angewiesen, erwachsene Tiere können sich fast ausschließlich von Knochen ernähren. Ein ausgewachsenes Tier benötigt täglich zwischen 250 und 400 Gramm Knochen. Bartgeier lassen die Knochen aus großer Höhe auf Felsen fallen, um sie zu zerkleinern und schlundgerechte Stücke zu erhalten.
Entdeckt ein Bartgeier einen Kadaver, kreist er erst eine Zeit lang über diesem. Landet er, macht er das in einiger Entfernung vom Kadaver und nähert sich diesem zu Fuß. Beute, die er nicht sofort verzehrt, bewahrt er in größeren Nahrungsverstecken in Horsten oder Ruhe- und Schlafplätzen auf.
Mit der Spezialisierung auf Knochen hat der Bartgeier eine Nahrungsnische gefunden, die ihm von keinem anderen Tier streitig gemacht wird. Er wartet daher auch geduldig ab, bis sich andere Beutegreifer wie Füchse, Wölfe, Bären oder auch andere Geier am Kadaver gütlich getan haben. Die spektakulären Verteilungsauseinandersetzungen, die man beispielsweise in der afrikanischen Savanne beobachten kann, wenn Geier zwischen Löwen versuchen, an Teile des Kadavers zu gelangen, kommen bei Bartgeiern nicht vor. Mit der Spezialisierung auf Knochen hat der Bartgeier sich durchaus eine nährstoffreiche Nahrungsquelle erschlossen. Knochen enthalten im Durchschnitt 12 Prozent Eiweiß, 16 Prozent Fett, 23 Prozent Mineralstoffe und 49 Prozent Wasser. Wegen des geringen Wassergehaltes der Knochen trinken Bartgeier häufig. Sie sind daher auf Frischwasserquellen in ihrem Lebensraum angewiesen und nehmen auch Schnee auf, um ihren Durst zu stillen.

### Zerkleinern der Knochen
Bartgeier verfügen über eine außergewöhnliche große Mundspalte. Ausgewachsene Vögel können bis zu 18 Zentimeter lange und 3 Zentimeter dicke Knochen unzerkleinert verschlucken. Noch größere Knochen werden jedoch vor dem Fressen zerkleinert. Im Unterschied zu anderen Geierarten verfügt der Bartgeier über recht bewegliche Greiffüße und spitze Krallen. Daher ist er in der Lage, die Knochen zu ergreifen, mit ihnen in die Luft zu steigen und sie aus einer Höhe von 60 bis 80 Meter fallen zu lassen. In einem Revier etablierte Bartgeier nutzen regelmäßig sogenannte Knochenschmieden, das sind Felsplatten von etwa 30 Quadratmeter Fläche. Auf diese Flächen lässt der Bartgeier den Knochen hinabstürzen, damit dieser zerbricht. Bartgeier sind dabei hartnäckig und lassen Knochen bis zu 40 Mal hinabfallen, bis sie endlich brechen.
Die Neigung, Knochen fallen zu lassen, ist Bartgeiern angeboren. Technische Fertigkeit erwerben sie jedoch erst im Laufe der Zeit. Sehr erfahrene Vögel lassen den Knochen erst nach dem Ansetzen zum Sturzflug los.
Die ausreichend zerkleinerten Knochentrümmer werden geschluckt und im Magen von der starken Magensäure des Geiers aufgelöst.

## Fortpflanzung

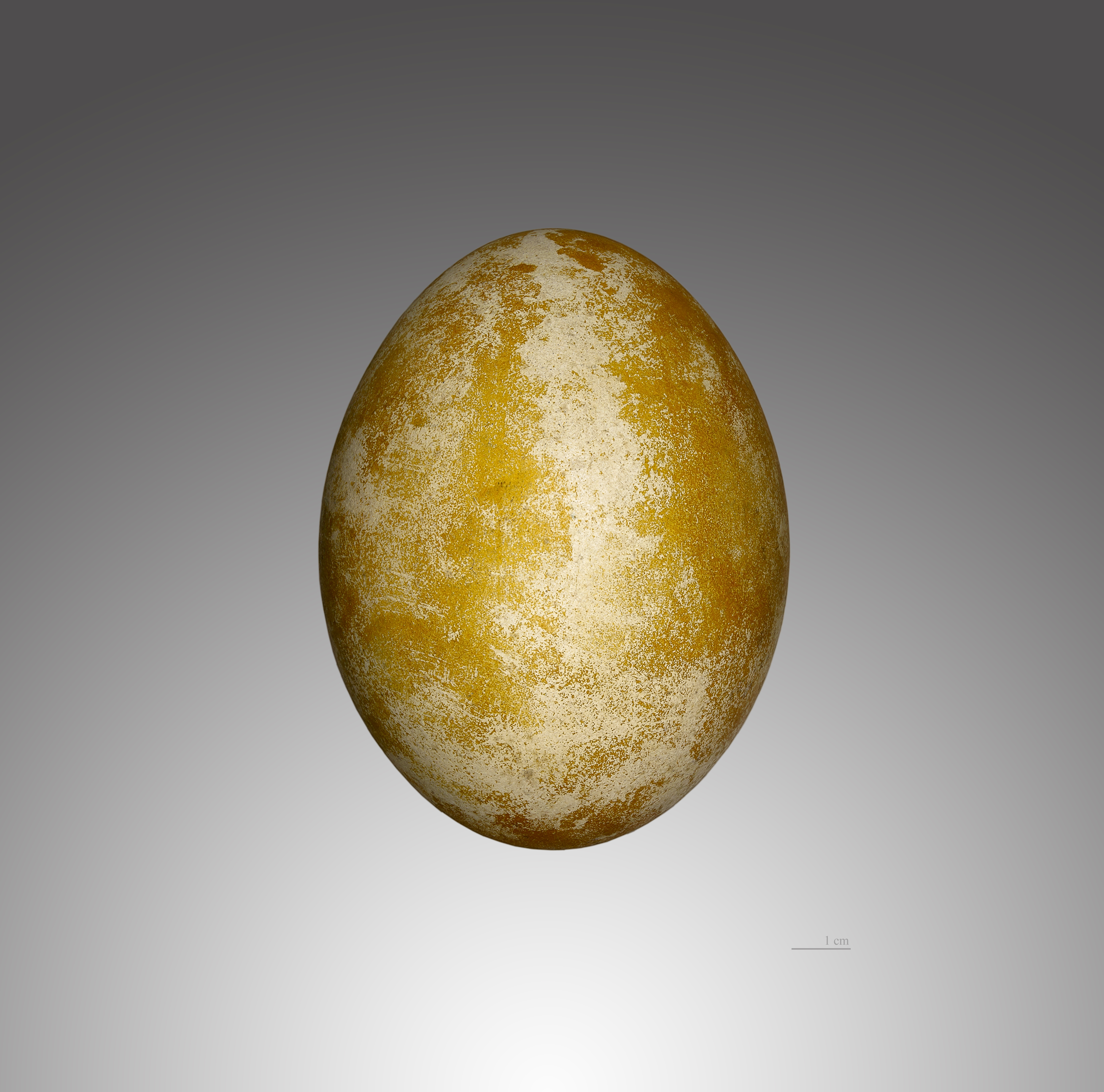
Ei eines Bartgeiers

Bartgeier sind wendige und geschickte Flieger und zeigen das auch während ihres Balzspiels. Zum Balzspiel gehören Verfolgungsjagden zwischen den Partnern, Loopings, Fliegen auf dem Rücken, bei dem sich die Vögel gelegentlich an den Fängen fassen und gemeinsam bis knapp über den Boden hinabtrudeln. Das wechselt mit Flugphasen, in denen sie im Abstand weniger Meter völlig synchron fliegen.
Bartgeier bauen in unzugänglichen Felsnischen oft gewaltige Horste. Der Horstbau beginnt im Herbst. Die Horste werden von den in festen Partnerschaften lebenden Bartgeiern immer wieder genutzt. Ältere Horste können eine Breite von drei Metern und eine Höhe von zwei Metern erreichen. Beim Nestbau verarbeiten die Bartgeier neben Ästen auch Knochen und polstern die Nestmulde mit Federn und Tierhaaren aus. Wo sie sie finden, nutzen sie zum Auspolstern auch Lappen und Papier. In der Literatur ist sogar ein Fall bekannt, wo ein Gebetsteppich zum Auspolstern verwendet wurde.
Die Eiablage erfolgt im späten Dezember oder Januar, wenn in den von ihnen bevorzugten Lebensräumen ein besonderes harsches Wetter vorherrscht. Bartgeier legen gewöhnlich zwei Eier. Das zweite Ei folgt etwa eine Woche nach dem ersten. Die Brutdauer beträgt 52 bis 58 Tage. Der zweite schlüpfende Jungvogel ist meist nicht in der Lage, sich gegen den älteren Jungvogel im Kampf um das Futter durchzusetzen. Daher stirbt er meist durch Vernachlässigung innerhalb weniger Tage. In seltenen Ausnahmefällen tötet der ältere Jungvogel sein schwächeres Geschwister (Kainismus). Die Jungvögel, die überwiegend im März schlüpfen, kommen dann zur Welt, wenn die Schneeschmelze einsetzt und zahlreiche Tierkadaver von im Winter umgekommenen Wildtieren freigelegt werden. Bartgeiern fällt in dieser Zeit die Nahrungsbeschaffung für den Jungvogel leicht. Die Nestlingszeit beträgt 110 bis 120 Tage.
Während ausgewachsene Bartgeier Standvögel sind, streifen Jungvögel umher. Dabei verlassen sie jedoch nur ausnahmsweise die Gebirge. Auf ihren Streifzügen schützt sie unter anderem ihr Jugendkleid vor den Aggressionen von Revierinhabern. Erwachsene Vögel dulden Vögel im Jugendkleid auch an der Beute. Bartgeier erreichen mit 5–7 Jahren die Geschlechtsreife.

## Ausrottung in den Alpen

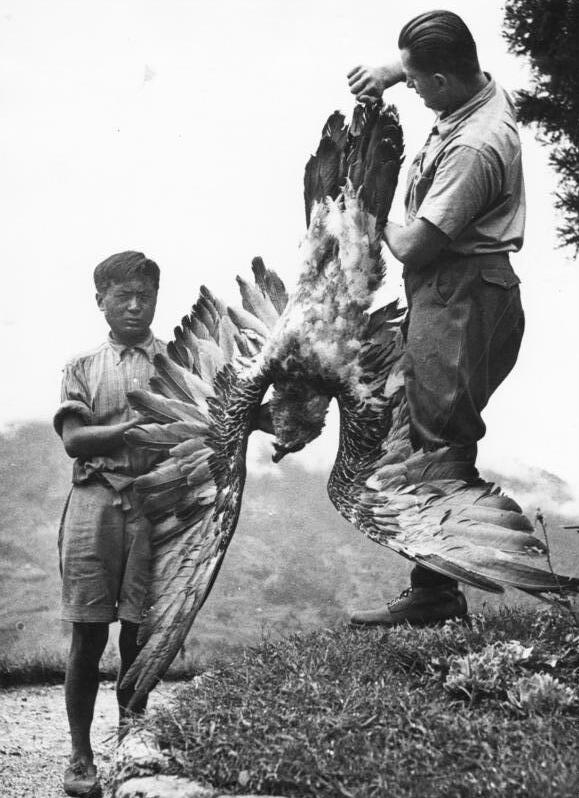
Abgeschossener Bartgeier 1938 in Tibet

Der Bartgeier trug über lange Zeit den Namen Lämmergeier, weil man in diesem Vogel einen Jäger von Lämmern und Gämsen sah und ihm sogar andichtete, dass er gelegentlich ein Kind davontrage. Noch Friedrich von Tschudi hielt nach der Mitte des 19. Jahrhunderts zu dieser Art fest:

„Im Urnerlande lebte noch 1854 eine Frau, die als Kind von einem Lämmergeier entführt worden war. In Hundwyl (Appenzell) trug ein solcher verwegener Räuber ein Kind vor den Augen seiner Eltern und Nachbarn weg. Auf der Silberalp (Schwyz) stieß ein Geier auf einen auf einem Felsen sitzenden Hütenbuben, begann ihn sogleich zu zerfleischen und stieß ihn, ehe die herbeieilenden Sennen ihn vertreiben konnten, in den Abgrund …“

Solche Schauergeschichten finden sich jedoch nur für den Alpenraum. Bartgeier sind Aasfresser, weshalb eine Bejagung lebender Tiere einschließlich menschlicher Kinder als sehr unwahrscheinlich anzusehen ist. Tatsächlich könnte es sich wohl um den Versuch der Verschleierung von Kindstötungen gehandelt haben. Aufgrund des durch den Menschen verursachten Rückgangs der großen Raubtiere und die Ausrottung mehrerer Tierarten fand der Vogel nur noch wenig Aas und musste auf tote Tiere aus Nutztierherden zurückgreifen. Dies dürfte ebenfalls zur Dämonisierung des Bartgeiers beigetragen haben. Außerdem wurde der Bartgeier als Konkurrenz für den Menschen wahrgenommen, weshalb nach Rechtfertigungen für seine Ausrottung gesucht wurde.
Lebte der Bartgeier in der ersten Hälfte des 19. Jahrhunderts noch in einem Großteil des Alpenbogens, wurde er in weniger als hundert Jahren in den Alpen restlos ausgerottet. Mit der zunehmenden Nutzung der Gebirgsregionen durch den Menschen wurde einerseits seine Nahrung zunehmend knapper. Gleichzeitig war er einer rigorosen Bejagung ausgesetzt. Die Landesherren lobten sogar Prämien aus.
Das Wiener Vivarium präsentierte im Jahre 1889 den angeblich „letzte[n] Bartgeier, welcher in den österreichischen Alpen, und zwar im Jahre 1881 auf der Rauchecke bei Pfunds in Tirol von einem Bauer gefangen worden ist. Ein scharfgezähntes Mardereisen, mit Fleischköder maskirt, hatte dem majestätischen Geierfluge für immer Halt geboten.“ Bei der Eröffnung des Wiener Thiergartens am 17. August 1894 hat das Tier, „um dessen künftige irdische Ueberreste sich schon heute einige Museen bewerben“, noch gelebt, denn es zog dorthin um.
Die letzten Vögel wurden 1886 in der Schweiz in Visp, 1906 in Österreich und 1913 in Italien im Aostatal erlegt. Ein letztes Nest wurde zerstört.
Bis heute kommt es noch zu Abschüssen der streng geschützten Vögel. 1997 wurde ein Schweizer Jäger, der ein für das Wiederansiedlungsprojekt wichtiges Weibchen abschoss, zu 10 Tagen Bewährung und 20.000 Schweizer Franken Geldstrafe verurteilt. Eine Reihe anderer Täter, die illegal Bartgeier abschossen, konnte nicht gefasst werden. In den Pyrenäen werden nach wie vor vergiftete Köder ausgelegt, die gezielt Bartgeiern gelten. Bartgeier fressen allerdings auch die Giftköder, die für wildernde Hunde, Wölfe oder Füchse ausgelegt werden, und verenden daran. Auch werden nach wie vor Nester ausgenommen, um die Eier auf dem Sammlermarkt zu verkaufen.
Eine große Gefahr für Bartgeier geht auch von der von Jägern verwendeter Bleimunition aus. Diese kann über die Nahrungskette von gefundenen Kadavern in die Bartgeier gelangen und wenn zu viel Blei sich im Körper ansammelt, führt dies zum Tod der Tiere. Um die Bartgeier und andere Beutegreifer zu schützen, setzt sich der Nationalpark für Munition auf Kupferbasis ein, die Hälfte der Jäger in den umliegenden Jagdrevieren benutzt diese bereits.

## Erfolgreiche Wiederansiedlung in den Alpen

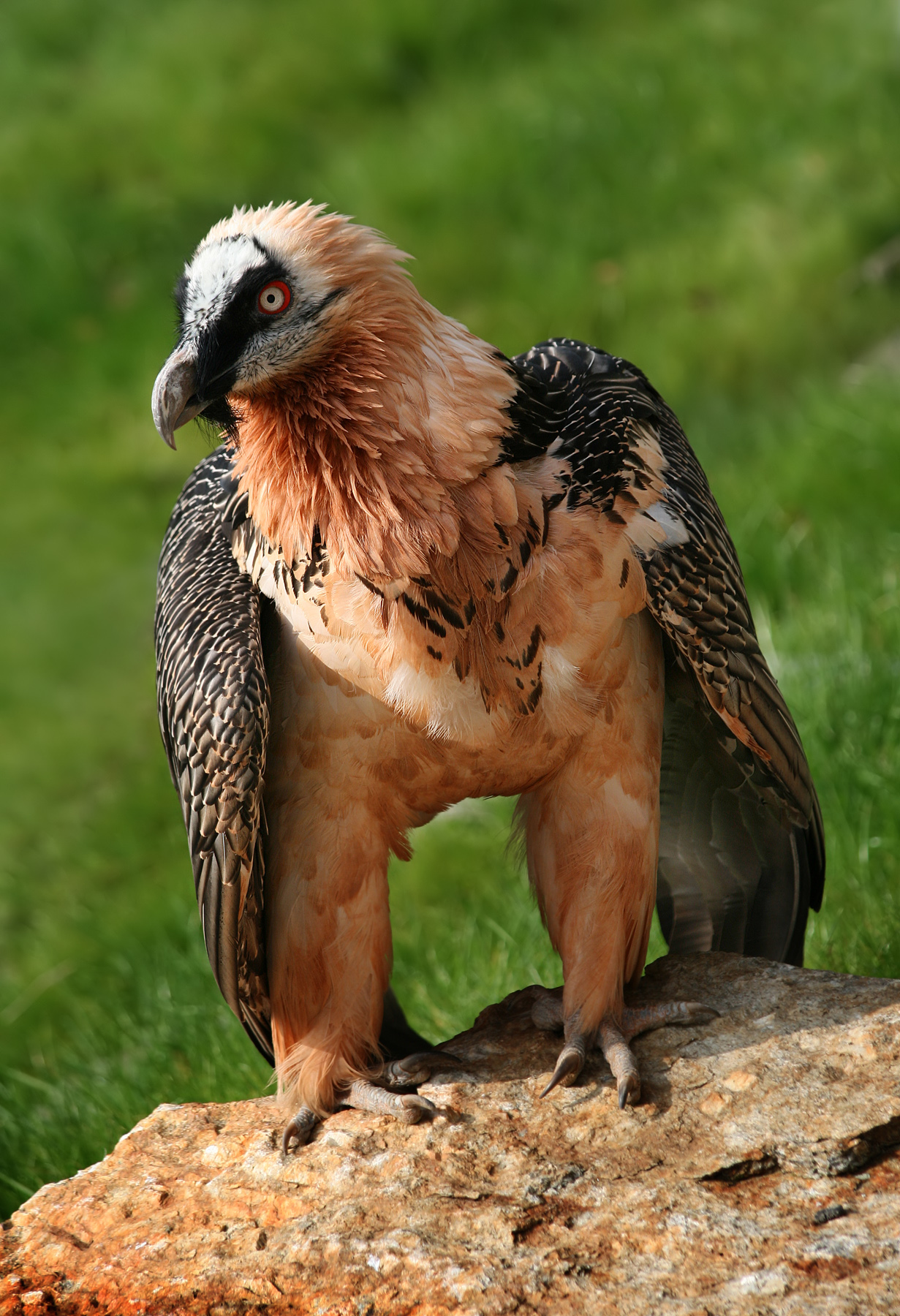
Bartgeier im Alpenzoo Innsbruck

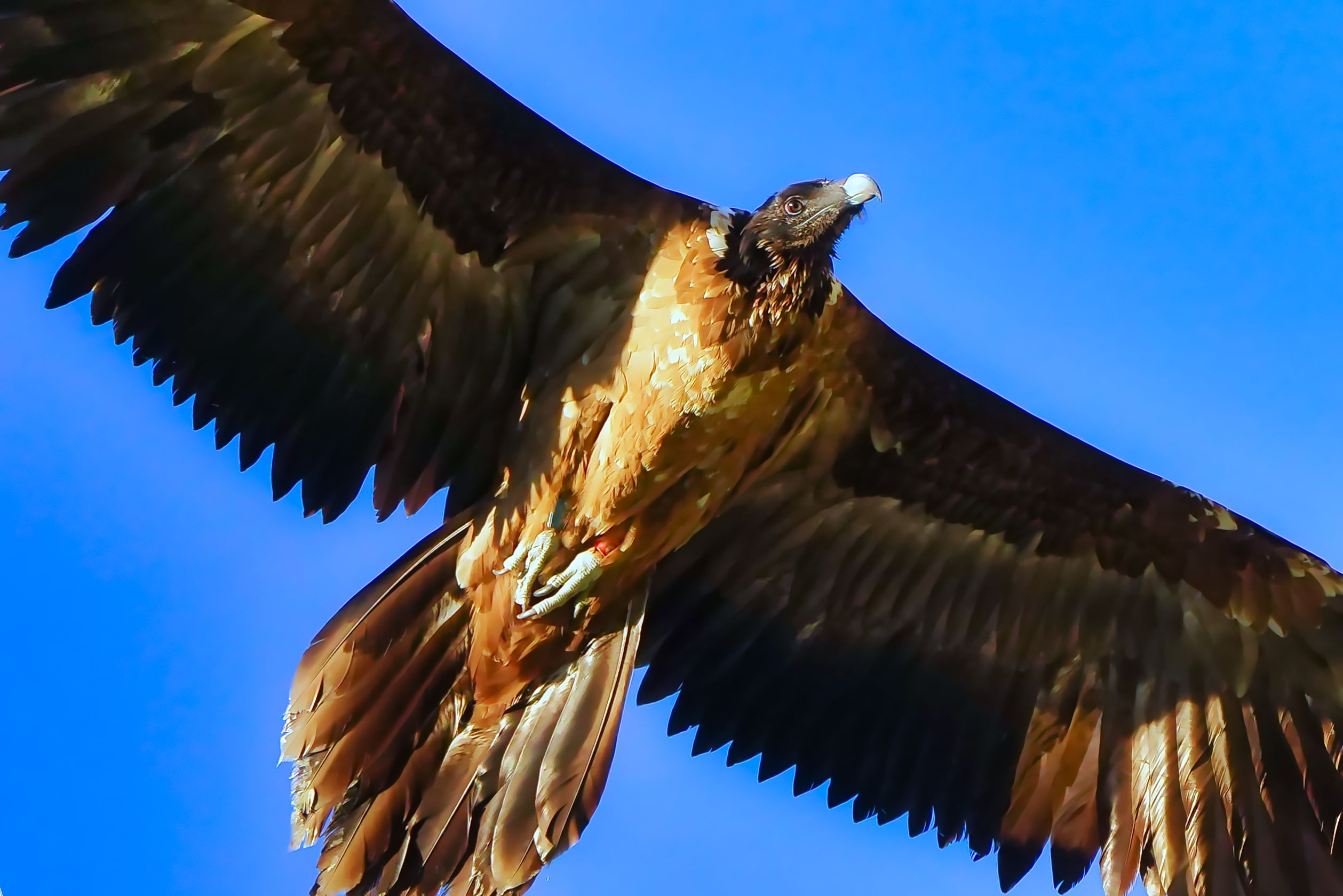
Bartgeierweibchen Recka im Nationalpark Berchtesgaden

In den 1970er Jahren erschien eine Wiederansiedlung in den Alpen möglich, denn es gab wieder große Mengen wild lebender Huftiere, die als Nahrung für den Bartgeier in Frage kamen. Dazu trat ein neues Gesetz in Kraft, das den Bartgeier schützte und die Anwendung von Strychnin in Ködern untersagte. Angeregt durch Zuchterfolge im Innsbrucker Alpenzoo seit 1973, bildete sich eine internationale Gruppe mit dem Ziel der Wiederansiedlung des Bartgeiers durch Auswilderung in den Alpen. Junggeier aus Gefangenschaftszucht entwickelten sich problemlos zu selbständig überlebensfähigen Individuen. Die Überlebensrate war höher als erwartet und liegt bei etwa 70 Prozent. Die Vögel finden nach wie vor gute Lebens- und Brutbedingungen in den Alpen. Nach Zählungen und Schätzungen der Stiftung Pro Bartgeier leben derzeit rund 220 Bartgeier in den Alpen (Stand 2024), nach anderen Angaben bis zu 250.
Im Jahr 2019 flogen 39 Junggeier aus. Damit stieg die Anzahl der Wildbruten seit Projektbeginn auf 272 Tiere und überstieg die Anzahl der freigelassenen Vögel. Bis zum Jahr 2019 wurden 227 Bartgeier freigelassen, davon 63 in Österreich.

### Begleitende Maßnahmen zur Wiederansiedlung

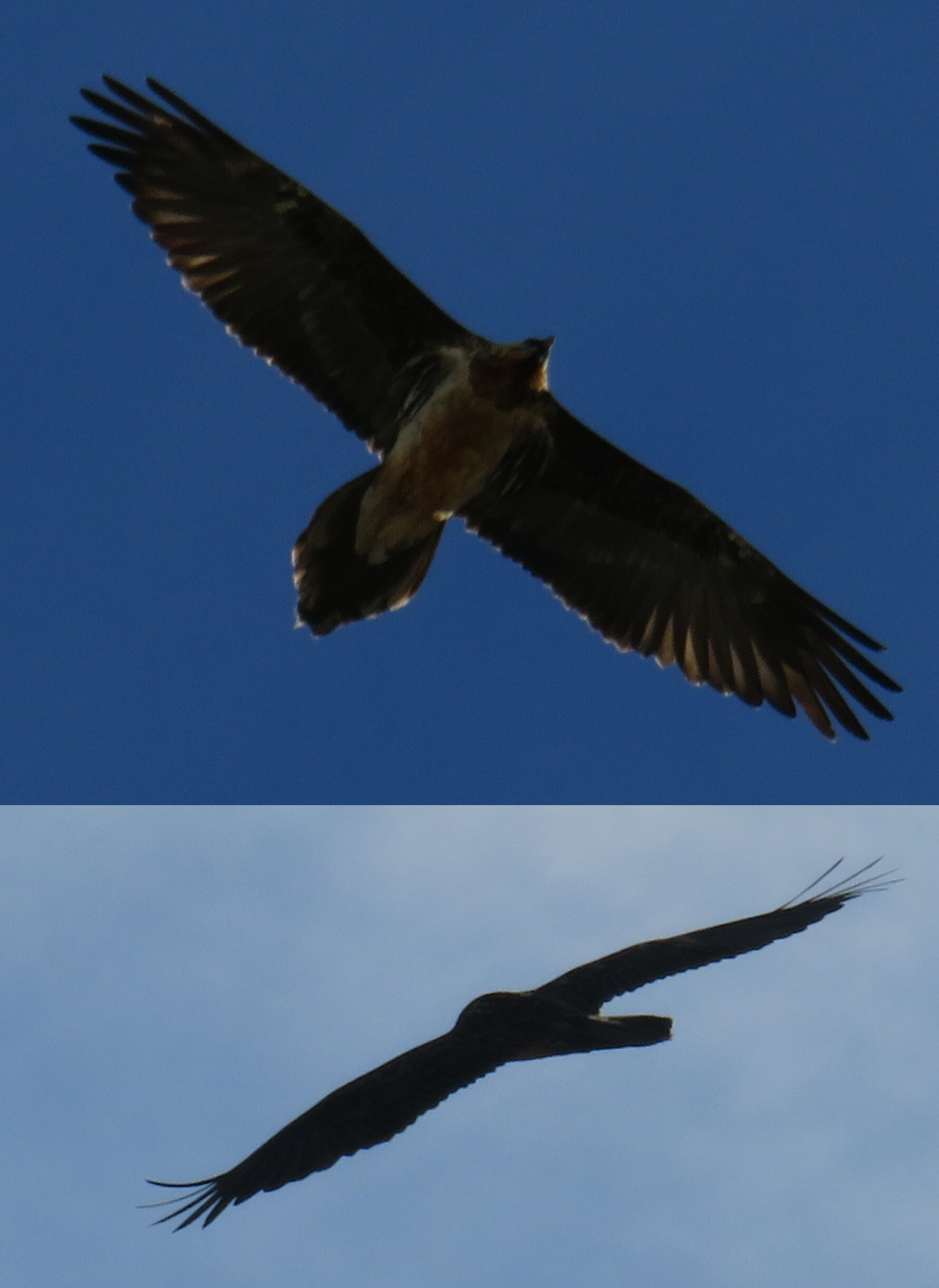
Flugbild der Ötztaler Alpen auf 3.200 m nahe der Wildspitze

Zur Ausrottung des Bartgeiers in den Alpen zu Beginn des 20. Jahrhunderts trugen auch Missverständnisse und Fehlinformationen über die Lebensweise des Bartgeiers bei. Die Wiederansiedlungsversuche, die in den 1980er Jahren begannen, waren daher von umfangreichen Aufklärungskampagnen begleitet. Speziell Landwirte und Jäger wurden darüber aufgeklärt, dass der Bartgeier seine frühere Bezeichnung „Lämmergeier“ nicht verdient und tatsächlich ein auf Aas spezialisierter Vogel ist. Zu den Maßnahmen, die umgesetzt wurden, zählte die Einbindung von Landwirten und Jägern in die Beobachtung der ersten ausgesetzten Vögel. Beide Gruppen sollten sich selbst davon überzeugen können, dass der Bartgeier nur Knochen aufnimmt. Zu den ungewöhnlicheren Maßnahmen gehörte auch, dass man sowohl in einigen Zuchtstationen als auch Zoos im Gehege der Bartgeier Kaninchen, Murmeltiere und Hühner hielt, um auch so zu demonstrieren, dass Bartgeier sich nicht an lebenden Tieren vergreifen. Aus jüngster Zeit kennt man äußerst seltene Fälle aus Spanien, wo Gänsegeier lebende Tiere (frisch geborenes Kalb, Schafe) angegriffen und getötet haben, möglicherweise deshalb, weil sie in ihrem Habitat zu wenig Aas finden konnten. Von Bartgeiern ist ein vergleichbares Verhalten weltweit nie dokumentiert worden. Nach wie vor ist auch in guter ornithologischer Literatur zu lesen, dass Bartgeier durch dichtes Anfliegen Gämsen und Schafe auf Berggraten zum Abstürzen bringen.

### Wiederansiedlung in Österreich

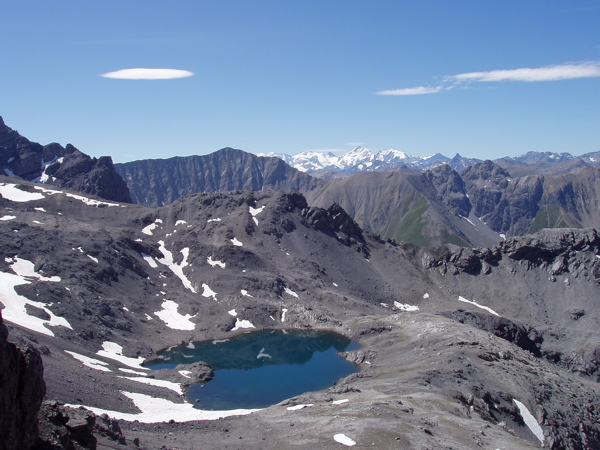
Schweizer Nationalpark – einer der Orte, an denen Bartgeier wieder angesiedelt wurden

1986 wurde im Rauriser Krumltal (Nationalpark Hohe Tauern, Österreich) der Versuch der Auswilderung in Gefangenschaft geschlüpfter junger Bartgeier gestartet. Dafür wurden etwa 10 Wochen alte, noch flugunfähige Jungtiere in einem künstlichen Horst ausgesetzt und bis zum Erstflug mit etwa 4 Monaten ohne Menschenkontakt gefüttert. Danach wurde noch so lange Futter im Gelände angeboten, bis sich die jungen Geier selbständig ernähren konnten. Bis heute (z. B. 2014 im Osttiroler Debanttal) werden in dem Nationalpark junge Bartgeier erfolgreich ausgewildert.
Am 8. Juni 2018 erfolgte die – wegen Erfolgs – voraussichtlich letzte Freilassung im Nationalpark Hohe Tauern: Jungvögel wurden im Seebachtal ausgelassen, Nationalpark-Ranger und ein eigener Bartgeierbetreuer betreuten die Vögel allerdings noch, die erst im Juli oder August flügge werden sollten. In Österreich wurden damit seit 1986 und bis dahin 63 Bartgeier (alpenweit 229) entlassen. Einige wurden im Laufe der Zeit trotz strengem Artenschutz erschossen. Ende 2024 wurde der Bartgeierbestand in Österreich aufgrund von Zählungen und anderen Beobachtungen auf etwa 40 Tiere geschätzt. Die Vögel tragen Markierungen und Sender, die drei bis vier Jahre Ortsdaten liefern, die auf einer aktualisierten Karte im Web abgerufen werden können. Experten und Vogelfreunde haben über die Jahre ein Beobachtungsnetz und eine rege Gemeinschaft gebildet.

### Wiederansiedlung in Frankreich
Wegen des Erfolges kamen in den auf 1986 folgenden Jahren noch weitere Freilassungsplätze in Hochsavoyen, den Nationalparken Vanoise und Mercantour (Frankreich) dazu.
Der erste Brutversuch fand 1997 im Département Haute-Savoie statt. Seither hat das sehr fruchtbare Paar vier weitere Male erfolgreich Junge aufgezogen. Bis 2002 brüteten insgesamt 8 Paare in den Alpen, sechs davon erfolgreich. Die anderen Paare, die sich gefunden haben, setzten weitere 16 junge Bartgeier in die Welt. 2002 schlüpften sechs Jungvögel in den Alpen, drei in Italien und drei in Frankreich. Im Jahr 2005 gab es 27 in Freiheit geschlüpfte Bartgeier in den Alpen. Der erste 1997 in Hochsavoyen geschlüpfte Vogel wurde inzwischen geschlechtsreif, und ein Nisten der zweiten Generation wurde damit möglich. 25 % der damals etwa 100 in den Alpen lebenden Bartgeier stammten schon aus Freilandbruten. Die Freilassung sollte in den darauffolgenden Jahren auslaufen. Noch intensiver als bisher sollte für eine natürliche Verwertung abgestürzter Weidetiere durch Aasfresser geworben werden.

### Wiederansiedlung in der Schweiz
Mehr als 100 Jahre nach der Ausrottung des Bartgeiers in der Schweiz brüteten 2007 erstmals wieder zwei Bartgeierpaare auch in den Schweizer Alpen. Im Raum des bündnerischen Ofenpasses schlüpfte zum ersten Mal seit 122 Jahren ein junger Bartgeier in freier Wildbahn aus dem Ei. Der Schlupf sei vermutlich zwischen dem 20. und 25. März 2007 erfolgt. Am 31. Juli 2007 wurde eines der zwei Jungen am Ofenpass flügge und unternahm seinen ersten Rundflug. 2008 wurden zwei Jungtiere flügge (erneut am Ofenpass und erstmals im Albula-Gebiet). 2014 war für das Wiederansiedlungsprojekt in der Schweiz mit 10 wild geschlüpften Jungen bis dahin ein Rekordjahr, im Jahr 2017 waren es bereits 13 Vögel. Zuletzt wurden neben den bewährten Stellen im Calfeisental auch im Kanton Obwalden Tiere ausgewildert.

### Wiederansiedlung in Italien und Deutschland
In Südtirol gibt es ein erfolgreiches Wiederansiedlungsprojekt am Stilfser Joch, zwischen 2000 und 2008 wurden im Nationalpark Stilfser Joch elf junge Bartgeier aus Nachzuchtstationen ausgewildert, in dem sie in einer künstlichen Horstnische im Schludertal ohne menschlichen Kontakt aufgezogen wurden. Im Winter 2014/15 wurde dann erstmals ein frei brütendes Bartgeierpaar im Martelltal entdeckt, das auch erfolgreich ein Junges aufgezogen hat. Der Junggeier wurde nach seinem Geburtsort „Hintermartell“ genannt. Er flog im Juli 2015 aus und war der erste Südtiroler Bartgeier aus Naturbrut seit 100 Jahren. Der Nationalpark Stilfser Joch bietet den Bartgeiern gute Lebensbedingungen: es gibt weite Hochflächen oberhalb der Baumgrenze, eine gute Thermik und im Frühjahr ein reichliches Angebot an Huftierkadavern, das zur Jungenaufzucht benötigt wird.
Der Landesbund für Vogelschutz in Bayern hat von Juni 2021 bis 2023 im Nationalpark Berchtesgaden sechs junge Bartgeier ausgewildert. 2024 kamen ein siebter und achter Vogel hinzu.

### Schutzprojekt auf Kreta
Durch ein Schutz- und Aufklärungsprojekt im Rahmen des EU-Programms LIFE zwischen 1998 und 2006 gelang es, auf Kreta den Bestand auf sechs Brutpaare zu stabilisieren. Die Arbeiten konzentrierten sich auf das Asterousia-Gebirge (südlich der Messara-Ebene) und den Berg Agios Dikaios (im äußersten Westen), wo u. a. ein Naturlehrpfad und eine Beobachtungsstation eingerichtet wurden. Ein weiteres Brutpaar befindet sich im Samaria-Nationalpark; wesentlich häufiger sind dort jedoch Gänsegeier. 

## Sonstiges
Der Bartgeier ist auf den 1-, 2- und 5-Cent-Münzen von Andorra abgebildet.
1999 wurde der Asteroid (8978) Barbatus nach Gypaetus barbatus benannt.